# 跑道端标志灯

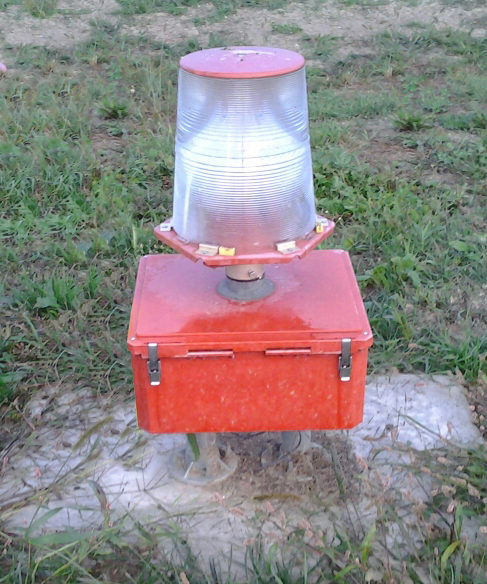
跑道端标志灯

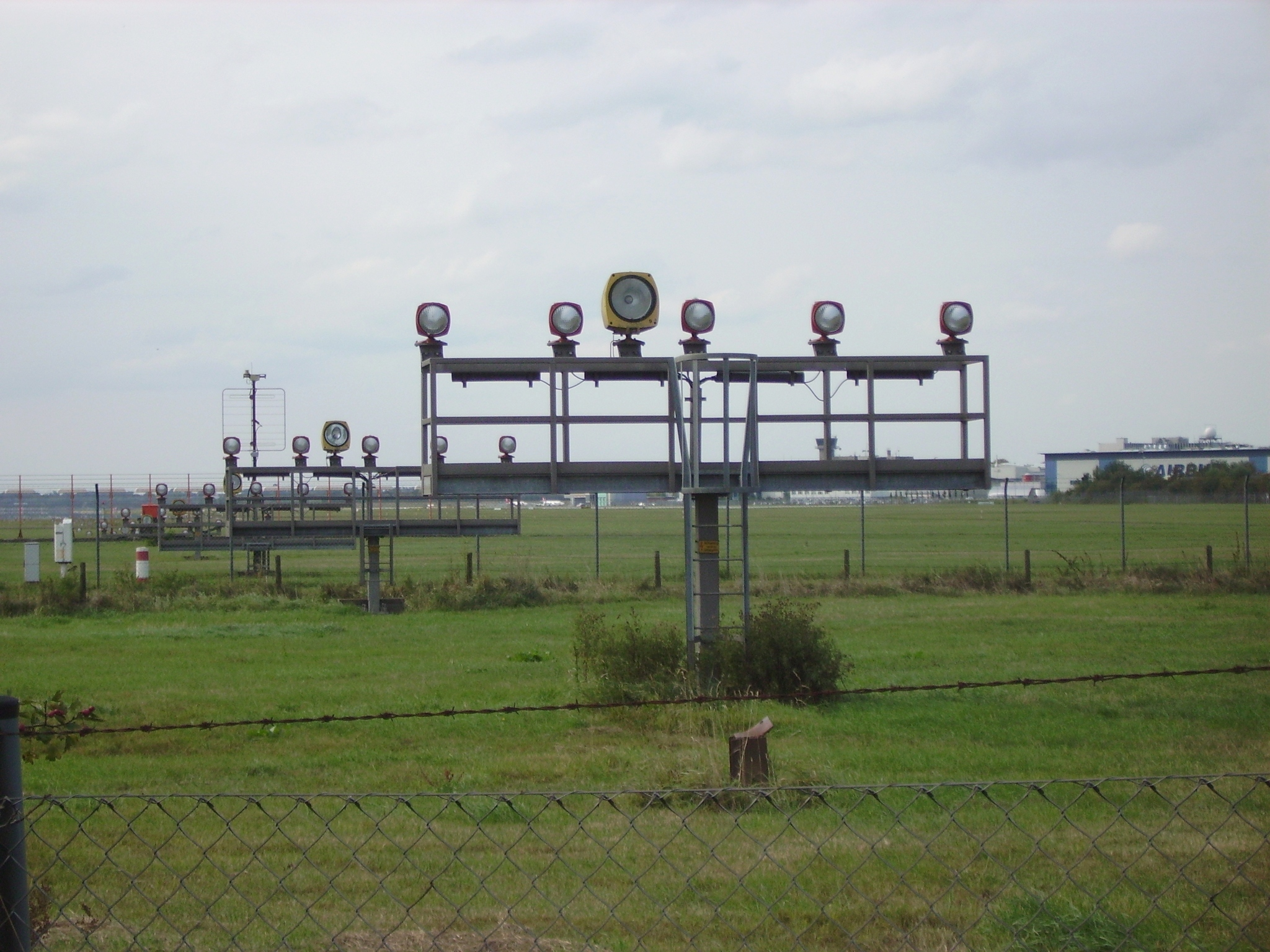
进场灯系统

跑道端标志灯（英文：Runway end identifier lights，或简称为REIL）（ICAO认为是跑道阈值识别灯）被安装在诸多機場上以快速识别特定跑道的进近端。此系统包含一堆位于跑道阈值两侧的闪烁指示灯。跑道端指示灯既可为全向，也可为指向进近区域的单向灯。它们可用于：
- 识别其他灯光较多的跑道
- 识别缺少与周围地形存在对比的跑道
- 在可视度降低时识别跑道

国际民用航空组织（ICAO）建议：
- 跑道阈值识别指示灯应安装在下列情形：
  - 需要额外阈值醒目性或无法提供其他进近灯光辅助设施的非精密进近跑道阈值；及
  - 当跑道阈值被永久性从跑道尽头移开时或暂时性地从正常位置移开时，且需要额外的醒目性时。
- 跑道阈值识别指示灯应按跑道中线对称排开，与跑道阈值置于同处且与每条跑道边灯保持大约10米的距离。
- 跑道阈值识别指示灯应以每分钟60或120次的频率闪烁白光。
- 灯光应仅向跑道进近方向呈现。